# Bucking the Line
Bucking the Line er en amerikansk stumfilm fra 1921 af Carl Harbaugh.

## Medvirkende
- Maurice 'Lefty' Flynn som John Montague Smith
- Molly Malone som Corona Baldwin
- Norman Selby som Jerry
- Edwin B. Tilton som Dexter Baldwin
- Kathryn McGuire som Vera Richlander
- J. Farrell MacDonald som Dave Kinsey
- Jim Farley som Watrous Dunham
- Leslie Casey som Tucker Jibbey
- George Kerby som Rand Barlow